# SK Prometej
SK Prometej (ukrainska: СК Прометей) är en volleybollklubb (damer) från Kamjanske, Ukraina (under säsonger 2021-2021 flyttad till Slobozjanske). Klubben grundades 2019. Laget har blivit ukrainska mästare en gång (2020-2021), vunnit ukrainska cupen två gånger (2020-2021, 2021-2022) och vunnit ukrainska supercupen två gånger (2020 och 2021).
Under säsongen 2022/2023 spelade laget med två lag. Ett som spelade i Extraliga (tjeckiska högstaserien), Middle European League och CEV Champions League samt ett akademilag som spelade i Ukraina (Superliha och ukrainska cupen).